# Gerald Whitham
Gerald Beresford Whitham (* 13. Dezember 1927 in Halifax, West Yorkshire; † 26. Januar 2014) war ein britisch-US-amerikanischer angewandter Mathematiker, der sich mit Hydrodynamik und Wellenbewegungen befasste.
Whitham promovierte 1953 an der University of Manchester bei James Lighthill. Ab 1959 war er am Massachusetts Institute of Technology und ab 1962 am Caltech, wo er den Bereich Angewandte Mathematik mit aufbaute und Professor für Angewandte Mathematik (Charles Lee Powell Professor) war.
1965 wurde er Fellow der Royal Society und seit 1959 der American Academy of Arts and Sciences. 1980 erhielt er den Norbert-Wiener-Preis.

## Schriften
- Linear and Nonlinear Waves. Wiley, 1974